# Rudolf Grahmann
Karl Rudolf Grahmann (* 7. November 1888 in Leipzig; † 6. September 1962 in Koblenz) war ein deutscher Geologe, der sich vor allem mit Quartär-Forschung und Hydrogeologie sowie mit Archäologie beschäftigte.
Er studierte Geologie an den Universitäten in Freiburg i. Br., Halle-Wittenberg und Leipzig und wurde 1918 mit der Schrift Der Jura der Pfirt im Ober-Elsaß: Ein Beitrag zur Kenntnis der Geschichte des Oberrheintalgrabens in Leipzig promoviert. 1939 wurde er ebenfalls in Leipzig habilitiert.
Grahmann war von 1919 bis 1937 Landesgeologe beim Sächsischen Geologischen Landesamt in Leipzig und anschließend bis 1947 in Freiberg i. Sachsen. Ab 1947 war er Mitarbeiter im Amt für Bodenforschung in Hannover und ab Dezember 1948 bis Juni 1952 in der Bundesanstalt für Gewässerkunde in Bielefeld. Von Juni 1952 bis Ende November 1953 war er im Rang eines Oberregierungsrats in dieser Bundesanstalt in Koblenz tätig. Von 1954 bis 1962 war er Honorarprofessor an der Universität Mainz.
Grahmann war in den 1930er Jahren der Begründer des Landesgrundwasserdienstes in Sachsen.
1932 führte er eine umfassende Bestandsaufnahme der deutschen Lößvorkommen durch.
Grahmann untersuchte in den 1950er Jahren von geologischer Seite die archäologischen Funde von Markkleeberg, die er in die Saale-Eiszeit einordnete und damit ein viel höheres Alter zuordnete, als es vielen damaligen Archäologen aufgrund des fortgeschrittenen Niveaus der Steinwerkzeuge möglich erschien.
Er war mit Paul Woldstedt sowohl einer der Gründer der International Union for Quaternary Research als auch der Deutschen Quartärvereinigung (1948).
1958 erhielt er die Albrecht-Penck-Medaille. Er war seit 1952 Mitglied der Leopoldina.

## Schriften
- Diluvium und Pliozän in Nordwestsachsen, Abh. Sächs. Akad. Wiss., Math-Naturwiss. Klasse, Band 39, Nr. 4, 1924
- Der Löß in Europa, Mitteilungen Gesellschaft für Erdkunde, Leipzig, Band 51, 1932, S. 5–24
- Das Eiszeitalter, Verlag Volk und Wissen 1948
- mit Hansjürgen Müller-Beck Urgeschichte der Menschheit, Kohlhammer, 1952, 1967
- mit Walter Wundt: Die Grundwässer in der Bundesrepublik Deutschland und ihre Nutzung, Verlag Bundesanstalt für Landeskunde, 1958
- Das Eiszeitalter und der Übergang zur Gegenwart, Verlag Bundesanstalt für Landeskunde 1952